# 794
794 (DCCXCIV) je bilo navadno leto, ki se je po julijanskem koledarju začelo na sredo.

## Dogodki
- začetek japonskega obdobja Heian (konec 1185)
- prva pisna omemba Frankfurta ob Majni.

## Rojstva
- Ennin,  japonski tendai budistični učenjak († 864)

## Smrti
- 10. avgust - Fastrada, frankovska kraljica, tretja (ali četrta) žena Karla Velikega (* okoli 765)